# Бруино
Бруино (итал. Bruino) је насеље у Италији у округу Торино, региону Пијемонт.
Према процени из 2011. у насељу је живело 8070 становника. Насеље се налази на надморској висини од 306 м.

## Становништво
| 1931. | 1936. | 1951. | 1961. | 1971. | 1981. | 1991. | 2001. | 2011. |
| ----- | ----- | ----- | ----- | ----- | ----- | ----- | ----- | ----- |
| 752   | 715   | 786   | 932   | 3.362 | 5.771 | 6.135 | 7.308 | 8.479 |